# Tavola di mortalità
La tavola di mortalità è uno strumento per l'analisi statistica della mortalità. 
Descrive per singole generazioni (a seconda della disponibilità dei dati anche singoli anni di nascita) l'andamento del numero di sopravvissuti dal momento della nascita fino alla morte dell'ultimo.

Trattandosi di uno strumento di analisi non rappresenta il numero effettivo di persone viventi 
in dato territorio, ma astrae tenendo conto di eventi non fisiologici quali ad esempio
le migrazioni, eventi bellici o catastrofi naturali.
Si tratta di uno strumento fondamentale nell'ambito delle assicurazioni sulla vita e la demografia in generale.
Ricordando che:
Concetti di base  della tavola di mortalità sono:
- la funzione di sopravvivenza {\displaystyle \ S(t)=1-F_{0}(t)};
- la probabilità di morte qx, che indica la probabilità di morire entro un anno (o altro intervallo di tempo di riferimento) che ha una persona di anni x:

{\displaystyle q_{x}=F_{x}(t)=P({T_{x}}\leqslant {t})=\int _{0}^{t}{f_{x}(u)du}}
- la  probabilità di sopravvivenza px è il complementare di qx (px+qx=1), e  indica la probabilità che una persona di anni x sia ancora viva un anno dopo;
- i sopravviventi lx, rappresenta la probabilità che una persona sia ancora viva x anno dopo la nascita. Vale la seguente relazione con la probabilità di morte:  {\displaystyle l_{x+1}=l_{x}-l_{x}\ q_{x}}

In questo ambito si calcolano
- i decessi: {\displaystyle d_{x}=l_{x}\ q_{x}=l_{x}-l_{x+1}}
- gli anni vissuti: {\displaystyle L_{x}={\frac {l_{x}+l_{x+1}}{2}}=l_{x+1}+{\frac {1}{2}}d_{x}} (formula valida per x>0)
- la retrocumulata dei sopravviventi, una serie definita come {\displaystyle \ N_{x}=l_{x+1}+l_{x+2}+l_{x+3}+...}
- la retrocumulata degli anni vissuti, una serie definita come {\displaystyle \ T_{x}=L_{x}+L_{x+1}+L_{x+2}+L_{x+3}+...}
- la speranza di vita (o vita media) residua: {\displaystyle {\overline {e}}_{x}={\frac {\int _{0}^{\infty }{S(x+t)}}{S(x)}}}, dove {\displaystyle \ e_{0}} rappresenta la speranza di vita alla nascita
- l'età mediana alla morte (o durata di vita probabile): {\displaystyle \ \pi _{x}=med(T_{x})} è per i {\displaystyle l_{x}} sopravviventi all'età x, l'età in cui il numero di sopravviventi si dimezza
- il tasso di mortalità {\displaystyle m_{x}={\frac {d_{x}}{L_{x}}}={\frac {l_{x}\ q_{x}}{L_{x}}}=}, da cui {\displaystyle q_{x}={\frac {2m_{x}}{2+m_{x}}}}

Con i dati di una tavola di mortalità può essere calcolata la cosiddetta popolazione stazionaria: {\displaystyle P=\sum _{x=0}^{\omega }L_{x}=T_{0}=e_{0}\ l_{0}}.
Alla tavola di mortalità è abbinato il diagramma di Lexis.